# Galtung
Galtung er navnet på to norske slægter uden påvist indbyrdes forbindelse. Ifølge Danmarks Adels Aarbog 2015-17 udgår de to grene fra to brødre. 
Navnet er afledt af ordet galt, som betyder orne på norsk, og skyldes, at slægterne fører en vildsvineorne i deres våbenskjold.

## Den ældre Galte-slægt
Den første slægt, oprindelig kaldet Galte, tilhørte den norske uradel. Slægten uddøde i mandslinjen på Torsnes omkring 1413, men linjen fra Hatteberg overlevede til nutiden via forgreningen i Norheimsund; - i dag i 42. generation efter kong Fornjot af Kvenland, Gautland (Götaland) og Finland. Et specielt kendt medlem er rigsråden Gaute Eiriksson, som førte en vildsvineorne i sit våben. 
Slægten havde fra ca. 1190 sine hovedsæder på gården Torsnes (oprindelig Tordsnes) i Mauranger, gårdene Hatteberg, Eik og Mel i Rosendal (Baroniet i Rosendal) samt Aga.

## Den yngre Galtung-slægt
Den anden Galtung slægt kan føre sin mandslinje tilbage til 1519. Agnatisk tilknytning til den første slægt er ikke kendt. Det er blevet hævdet, at den nulevende Galtung slægt nedstammer fra den første slægt gennem kvindeled, og det at begge slægter boede på Torsnes taler generelt for en forbindelse en slags, men der foreligger ingen håndfaste beviser herfor.
Den nulevende slægten tilhørte en indflydelsesrig slægtskreds i Hardanger-området, som sad på blandt andet gårdene Aga og Torsnes, og har fostret flere kendte søofficerer herunder et par admiraler. Slægten fører som den uradelige slægt en vildsvinsgalt i slægtsvåbenet. Afbildninger af slægtsvåbnet og flere slægtsmedlemmers personlige våbener fra blyglasruder, som har siddet på Torsnes, vises til højre.
Af denne slægt fik admiralen Lauritz Galtung fra Hardanger adelsbrev fra Christian 4. i 1646/1648, med udtryk for, at det var en bekræftelse af et eksisterende adelskab. Adelshistorikeren og rigsarkivaren Henrik Jørgen Huitfeldt-Kaas anførte i en artikel fra 1885, at slægten indgik såkaldte "uligebyrdige ægteskaber" i perioden 1670–1870, og at det førte til at slægtens adelspræg bortfaldt. Hele slægten levede omkring 1800 i bondestanden, blandt andet på den gamle slægtsgård Torsnes i Jondal, Hardanger, hvor slægtsmedlemmer fortsat bor. Fra slutning af 1800-tallet lever en gren af slægten i borgerstanden, blandt andet som guldsmede, læger, tandlæger, advokater, embedsmænd og andre former for jurister. Denne del af slægten er optaget i Danmarks Adels Aarbog.
Til slægten hører blandt andet samfundskritikeren og fredsforskeren, professor Johan Galtung, komikeren Rigmor Galtung og stortingsmedlem for Senterpartiet Bjørg Hope Galtung.